# Formula togatorum
La formula togatorum ("elenco dei togati") era uno schema tenuto a Roma che elencava i vari obblighi militari che i socii (alleati) italici erano tenuti a fornire a Roma in caso di guerra. Togati, cioè "quelli che indossavano la toga", non corrisponde esattamente a "civis romanus", e indica nel suddetto caso le "popolazioni romanizzate" interne all'Italia nel corso del periodo storico che precedette la guerra sociale (e cioè anteriore all'acquisizione della cittadinanza romana da parte di tutte le popolazioni italiche). Nel contesto epigrafico in cui appare l'iscrizione, togati sembra indicare, appunto, non solo i romani, ma anche i latini e i restanti alleati italici soggetti alla coscrizione nel loro insieme.
Secondo Polibio (3. 107. 12), al suo tempo, i socii italici fornivano la stessa quantità di fanteria dei cittadini romani, ma tre volte tanto per quanto riguarda la cavalleria. Anche Appiano e Velleio Patercolo citano i contributi degli alleati.
Toynbee suppose che la formula elencasse il numero massimo di truppe che Roma poteva chiedere a ogni comunità italica. Brunt invece sostiene che l'obbligo era sotto forma di rapporto e che quindi Roma potesse domandare truppe in proporzione alle legioni messe in campo.